# Loris Vergier
Loris Vergier, né le 7 mai 1996 à Cagnes-sur-Mer, est un coureur cycliste français spécialiste de VTT de descente. 
Il est champion d'Europe 2021 et champion du monde 2024.

## Biographie
Loris Vergier a commencé à se faire remarquer dès ses jeunes années en VTT de descente, devenant champion de France cadets en 2012 et remportant des titres de champion de France juniors en 2013 et 2014. En 2014, il décroche également le titre de champion du monde juniors.
Sa carrière en élite a été marquée par une progression constante, avec plusieurs podiums en Coupe du Monde et des victoires marquantes. En 2018, il remporte une manche de Coupe du monde en Andorre. En 2021, il devient champion d'Europe, confirmant son statut parmi les meilleurs descendeurs mondiaux. Il enchaîne ensuite les succès en Coupe du Monde, remportant des manches importantes notamment en Andorre et à Val di Sole.
L'apogée de sa carrière se présente en 2024 lorsqu'il devient champion du monde de descente à Pal Arinsal, en Andorre. Cette victoire, dix ans après son titre chez les juniors, consacre Loris Vergier comme l'un des meilleurs pilotes de sa génération.

## Palmarès en VTT de descente

### Championnats du monde
- Pietermaritzburg 2013
  -  Médaillé d'argent en descente juniors
- Lillehammer-Hafjell 2014
  -  Champion du monde de descente juniors
- Cairns 2017
  - 7e de la descente
- Lenzerheide 2018
  - 4e de la descente
- Val di Sole 2021
  - 4e de la descente
- Les Gets 2022
  -  Médaillé de bronze de la descente
- Pal Arinsal 2024
  -  Champion du monde de descente

### Coupe du monde
- Coupe du monde de descente juniors (2)
  - 2013 : 1er du classement général
  - 2014 : 1er du classement général, vainqueur de 2 manches

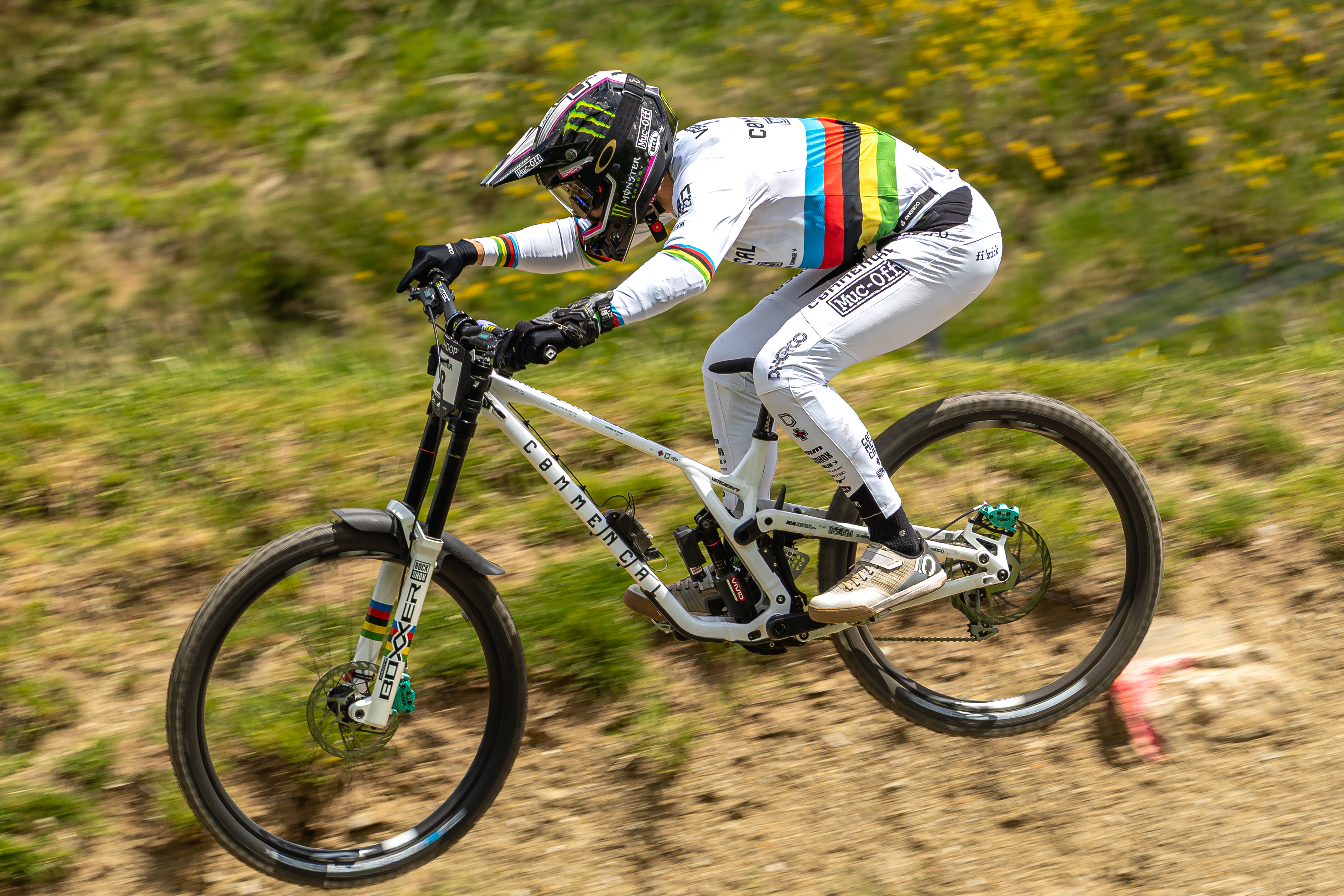
Loris Vergier pendant la coupe du monde de Loudenvielle en 2025

- Coupe du monde de descente
  - 2015 : 19e du classement général
  - 2016 : 7e du classement général
  - 2017 : 5e du classement général
  - 2018 : 4e du classement général, vainqueur d'une manche (Andorre)
  - 2019 : 5e du classement général
  - 2020 : 4e du classement général, vainqueur de 2 manches
  - 2021 : 3e du classement général, vainqueur de 2 manches
  - 2022 : 2e du classement général, vainqueur de 2 manches (Andorre et Val di Sole)
  - 2023 : 3e du classement général
  - 2024 : 10e du classement général

### Championnats d'Europe
- Maribor 2021
  -  Champion d'Europe de descente

### Coupe de France
- 2020 : 1er du classement général, vainqueur de 2 manches (Alpe d'Huez/Métabief)

### Championnats de France
- 2012 : Champion de France de descente cadets
- 2013 : Champion de France de descente juniors
- 2014 : Champion de France de descente juniors